# Логон-Бирни
Логон-Бирни (иногда неверно передаётся как Логоне-Бирни) — город и коммуна в Камеруне. Город расположен на левом (западном) берегу реки Логон, по которой на данный момент проходит государственная граница между Камеруном и Чадом. Является важнейшим городом народа котоко (два других крупнейших города этого народа — Куссери и Гульфе).

## История
Логон-Бирни означает «крепость Логон». Город основал около 1700 года князь Бруха. Диксон Денем посетил Логон 23 января 1824, о чём писал в своём отчёте:
«Я ехал вниз по реке, которая протекает здесь, великолепная и величественная, мимо высоких стен столицы Логгун; она течёт прямо с юго-запада, и имеет быстрое течение. Мы попали в город через западные ворота, что ведут к главной улице: она такая же широкая, как Пэлл-Мэлл, с крупными жилищами по обеим сторонам, возведёнными с большим единообразием, каждое из которых имеет внутренний двор перед входом, окружённый стеной, и красивый вход с крепкой дверью, покрытой железом: некоторые жители сидели у дверей, чтобы пригласить нас войти, а их рабы стояли строем позади них».

### Родина Абрама Ганнибала
Из Логон-Бирни, как предполагается, был родом Абрам Петрович Ганнибал (1696—1781), генерал русской Императорской армии и прадед Александра Пушкина. Впервые это предположение высказал Владимир Набоков в 1962 году, хотя и с пренебрежительной ремаркой; в то время преобладало мнение о том, что Ганнибал был родом из Эфиопии. Как предположил Хью Барнс, возможно, в те времена, когда Ганнибал оказался в России, термин «Эфиопия» имел более широкое значение и мог в определённом контексте относиться к Африке в целом. В 1996 году бенинский историк Дьёдонне Гнамманку попытался обосновать, что именно Логоне-Бирни был местом рождения Ганнибала. Его точка зрения получила дальнейшее развитие в книге Хью Барнса «Ганнибал: Мавр из Петербурга» (2005).

## География

### Бассейн Логон-Бирни
Логон-Бирни дал свое название бассейну Логон-Бирни, который занимает площадь 27 000 км² и является частью Западной и Центральной Африканской Рифтовой системы.